# Hrací karta

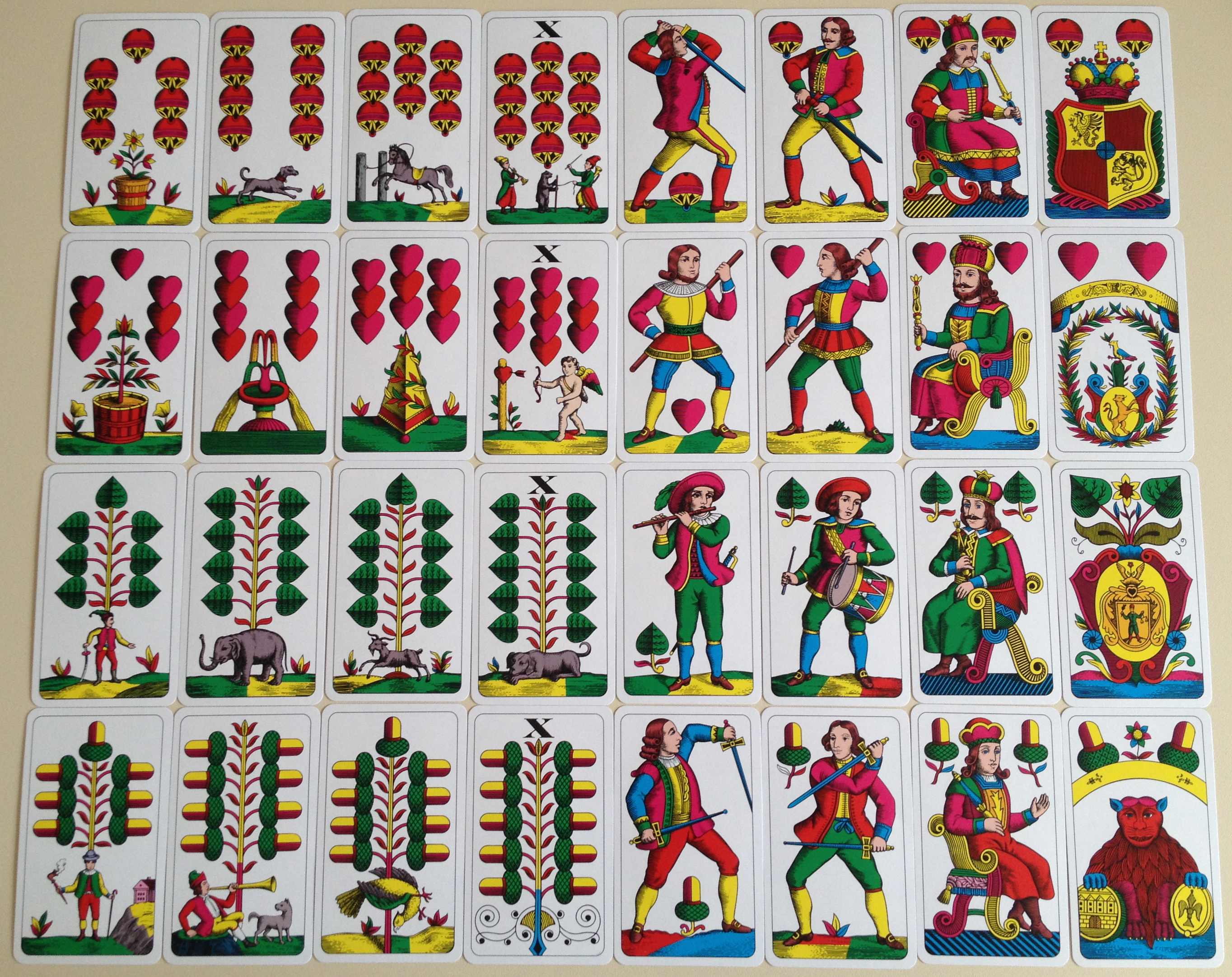
Mariášové české jednohlavé karty

Hrací karta je list papíru s obrázkem, který se používá při hře karetních her. Hrací karty se používají v sadách. Každá karta v sadě má svoji barvu a hodnotu.

## Historie
Do Evropy přes Itálii a Španělsko karetní hry přinesli zřejmě Saracéni pod označením naibbe. Písemný zdroj o popularitě hry se objevuje v roce 1376, kdy vyhláškou 23. května město Florencie hru zakázalo pod hrozbou přísného potrestání. Později hru v karty přísně odsuzovala i katolická církev.
Nejstarším typem karetního listu na evropském kontinentu jsou karty italské. Svého času byly rozšířené po celé Evropě, ale postupně své výsadní postavení ztrácely a dnes se s nimi setkáme jen v Itálii a několika málo přilehlých oblastech (jih Rakouska).
Významné postavení na českém trhu s kartami měla tradičně vídeňská firma Piatnik založená v roce 1824. Ta koupila v roce 1898 též karetní firmu Ritter&Cie v Praze. Tzv. český (pražský) vzor karet tiskla jak firma Ritter&Cie, tak také další výrobci v Rakousko-Uhersku (např. ve Vídni a v Terstu). Nejstarší známá hra pražského typu pochází zhruba z roku 1800.
Pro střední Evropu jsou typické karty německého typu, které tvoří mariášovou sadu. Typickou verzi Vilém Tell (nebo doppeldeutsche) namaloval kolem roku 1835 maďarský malíř József Schneider a v upravené podobě je začala produkovat vídeňská firma Ferdinanda Piatnika kolem roku 1848.
Po druhé světové válce firma ztratila znárodňováním svoji pobočku v Praze. Hrací karty byly poté vyráběny národním podnikem Obchodní Tiskárny Praha. V roce 1993 došlo k založení dceřiné společnosti „Piatnik Praha s.r.o.“, která pokračuje v tradiční vyrobě hracích karet v Česku. Ve výrobě karet s klasickými motivy nyní pokračuje více společností.

## Sady hracích karet
| Německé     | Srdce  | Kule  | Žaludy | Listy |
| Francouzské | Srdce  | Kára  | Kříže  | Piky  |
| Italské     | Poháry | Mince | Hole   | Meče  |
| Španělské   | Poháry | Mince | Hole   | Meče  |
| Švýcarské   | Růže   | Kule  | Žaludy | Štíty |

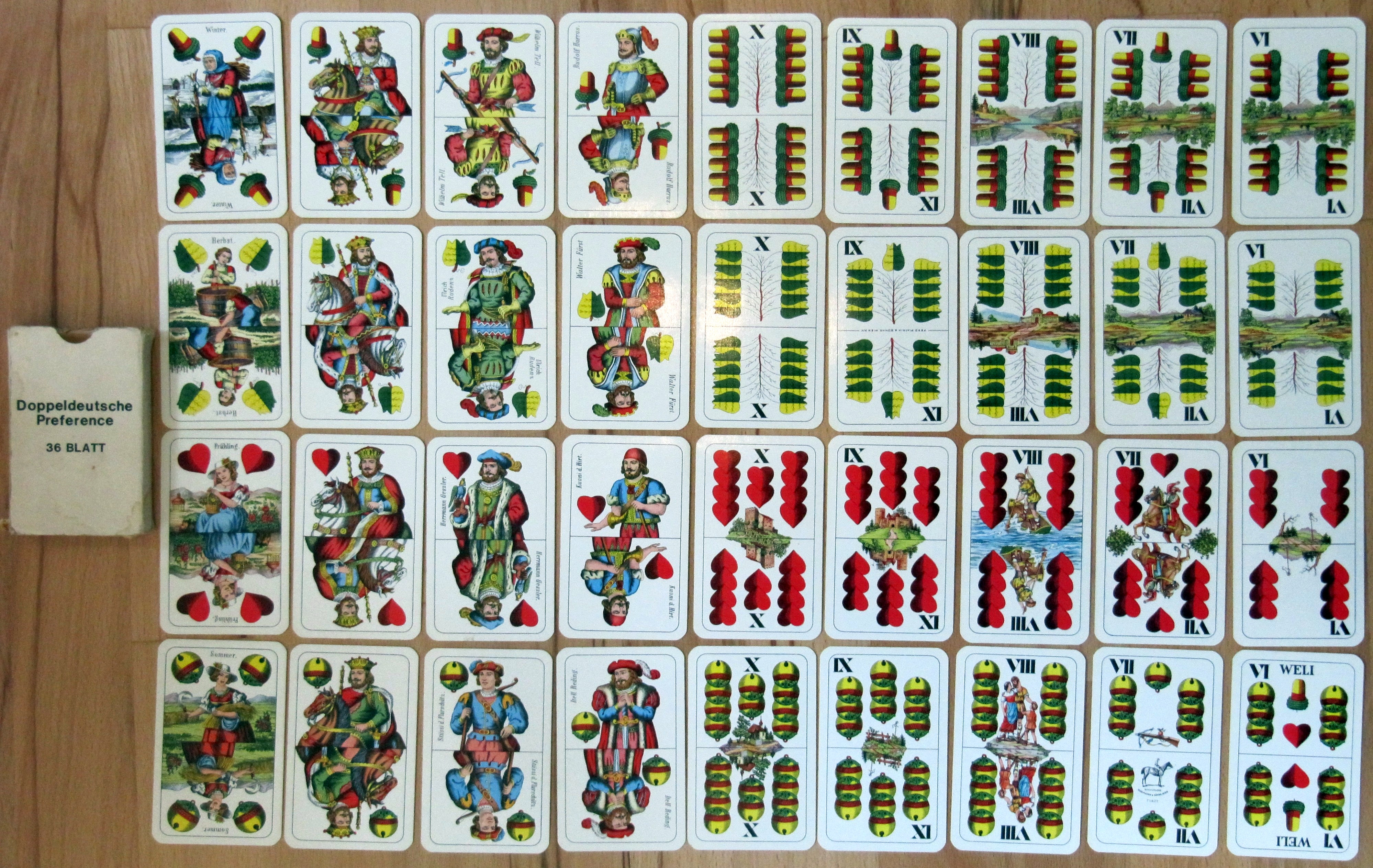
Mariášové německé dvouhlavé karty Vilém Tell

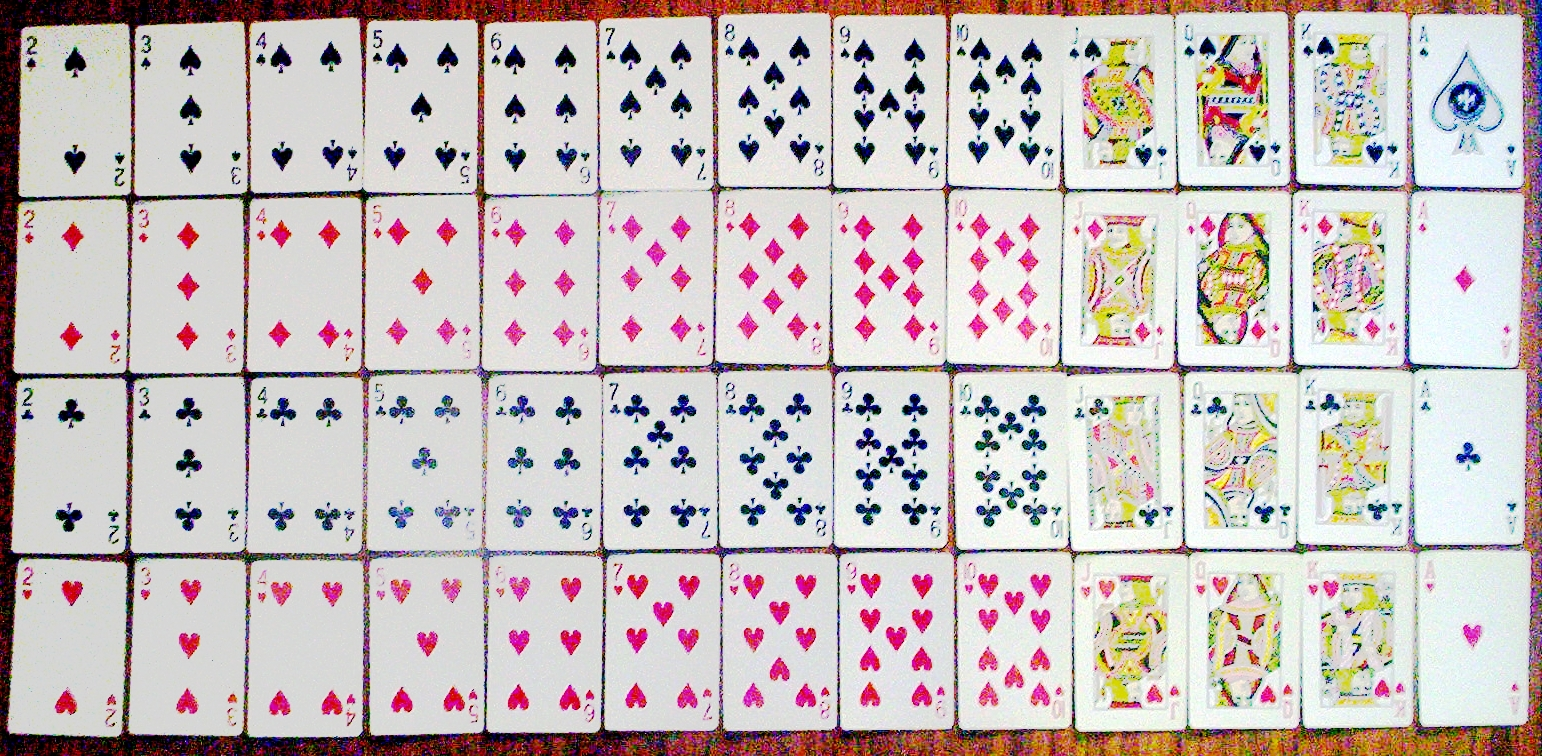
Karty francouzského typu

Každá karetní hra vyžaduje určitou karetní sadu, především pokud jde o počet karet v sadě a uspořádání hodnot. Přestože na celém světě existuje celá řada karetních listů, většina z nich je svázána jen s určitou zemí či lokalitou. Karetních sad, které dosáhly celosvětové proslulosti, je jen několik a v zásadě všechny vycházejí ze stejného schématu (4 barvy a 8–14 hodnot s určenou hierarchií). Karetní sady lze v zásadě rozdělit podle jejich původu nebo podle počtu a hierarchie listů v sadě, přičemž oba způsoby rozdělení se překrývají.
- whistové karty (též pokerové) – sada obsahuje 52 karet francouzského typu, rozdělených do čtyř barev, s hodnotami 2, 3, 4, 5, 6, 7, 8, 9, 10, J (spodek, kluk), Q (královna), K (král), A (eso, může nabývat hodnoty 1).
- rummy karty (též bridge) – sada obsahuje 104 karet francouzského typu, vznikne ze dvou whistových sad (jejichž rubové strany bývají barevně odlišeny).
- kanastové (též žolíkové) karty – sada obsahuje 108 karet francouzského typu, vznikne ze sady rummy karet přidáním 4 žolíků – karet se speciální funkcí, které nepatří k žádné barvě.
- pasiánsové karty (též solitaire) – odvozené z kanastových karet, mají 108 listů francouzského typu včetně 4 jokerů, se kterými se zpravidla nehraje. Mají oproti rummy kartám menší rozměr (44×67 mm), aby se lépe vešly na stůl.[3]
- piketové karty – sada 32 karet francouzského typu, s hodnotami 7, 8, 9, 10, J, Q, K, A. Hodnoty nejsou na kartách uvedeny, pouze vyobrazeny počtem patřičných symbolů.
- mariášové karty – sada obsahuje 32 karet německého typu, s hodnotami 7, 8, 9, 10, spodek, svršek, král, eso. Vznikne z whistové sady, z níž jsou odebrány karty nízkých hodnot.

Podle původu jsou nejrozšířenější karty francouzského typu, z nichž se vytvářejí whistové, rummy a kanastové sady. Žolík byl poprvé do těchto karet přidán ve Spojených státech, nejstarší zmínka je o něm z roku 1875. Druhé v pořadí jsou v tomto směru karty španělského typu, se kterými se dodnes setkáme v zemích, které byly pod španělským či portugalským vlivem. Od francouzských se liší názvy hodnot a barev, ale uspořádání je v zásadě stejné.
Uspořádání italských karet je opět podobné jako u francouzského typu. To se ovšem týká jen klasických karetních her. Italská symbolika se udržela a je dodnes používána na tarotových kartách sloužících k předpovídání osudu – tzv. tarot. Tarotové karty přibírají do sady několik dalších speciálních figur.
V Česku se karty německého typu zpravidla označují jako mariášky nebo na prší. Setkáme se s nimi v Česku, Německu, Rakousku, Maďarsku, Polsku na Slovensku a místně i v některých dalších zemích. V nejtypičtější výtvarné verzi Vilém Tell jsou na esech vyobrazeny alegorie ročních období a na kartách svršků a spodků postavy z dramatu Friedricha Schillera Vilém Tell (včetně Tella samotného, který je namalován na kartě žaludského svrška) – v původní Schneiderově verzi byly pojmenovány jako postavy z maďarské historie, ty ale nebyly schváleny z důvodů cenzury a proto byly pro distribuci změněny. Na ostatních kartách jsou zobrazeny různé přírodní a historické motivy.
Český (nebo pražský) vzor připomíná německý jižní či salcburský typ. Například spodci a svršci drží meče či hole a v případě zelené barvy hudební nástroje, karty také kromě desítky neobsahují číselné indexy, stejně jako v případě salcburského typu. Karty ovšem stejně jako u německého severního typu mají na žaludovém esu zvíře a neobsahují šestky, skládají se tak pouze ze 32 karet. Obrázky připomínají jedny z nejstarších německých karet Heinricha Hauka ze 16. století a dalších pozdějších umělců.

## Vzhled karty

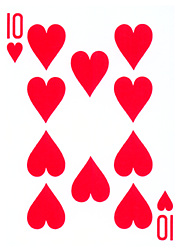
Běžná hrací karta francouzského typu: barvu určují symboly (srdce), hodnotu určuje počet symbolů (10)

Běžná hrací karta je nejčastěji obdélný list tuhého papíru s oblými rohy o výšce asi 10 cm a zhruba poloviční šířce, přičemž rubová strana bývá u všech karet stejná, na lícní straně se nacházejí obrázky a symboly, podle nichž se určuje barva a hodnota karty. Nicméně mnohé karetní sady se v některých ohledech odlišují:
- materiál: kromě karet z tuhého papíru mohou být karty např. dřevěné nebo plastové,
- tvar: karty nemusí být jen obdélné, například na pexeso se častěji užívají karty čtvercové,
- rozměry karet se mohou značně lišit,
- rub: rubová strana může také sloužit jako rozlišovací znak, takže nemusí být u všech karet v sadě stejná, např. „kanastové“ jsou barvou rubové strany rozlišeny na dvě poloviny.

Karty bývají nejčastěji rozděleny do 4 barev a 8–14 hodnot. Barvu karty označují speciální symboly, hodnota karty je vyjádřena vyobrazením, počtem symbolů a číslem nebo písmenem - hodnoty se ještě rozdělují na čísla a figury.

## Speciální hrací karty
Kromě běžných karetních sad existuje celá řada jiných společenských her, která využívá speciálních karetních sad. Na rozdíl od běžných hracích karet je zpravidla lze využít pouze k jediné konkrétní hře. Některé takové hry se hrají pouze s hracími kartami, jiné využívají i další pomůcky, jako hrací desku, žetony, figurky atd.
Vedle toho existují i karty, které ke hraní neslouží vůbec – jsou to především věštecké karty (tarot) a sběratelské karty.